# Max Dupain
Maxwell Spencer Dupain (4 de abril de 1911-27 de julio de 1992) fue un famoso fotógrafo modernista australiano.

## Primeros años
Max comenzó a tomar fotografías como aficionado cuando tenía trece años de edad, y cuatro años más tarde ganó el Premio Carter Memorial por el Uso Productivo del Tiempo Libre. Más tarde se unió a la Sociedad de Fotógrafos de Nueva Gales del Sur, y cuando terminó la escuela, trabajó para Cecil Bostock en Sídney, donde decidió dedicarse profesionalmente a la fotografía. 

## Carrera

### Primeros años

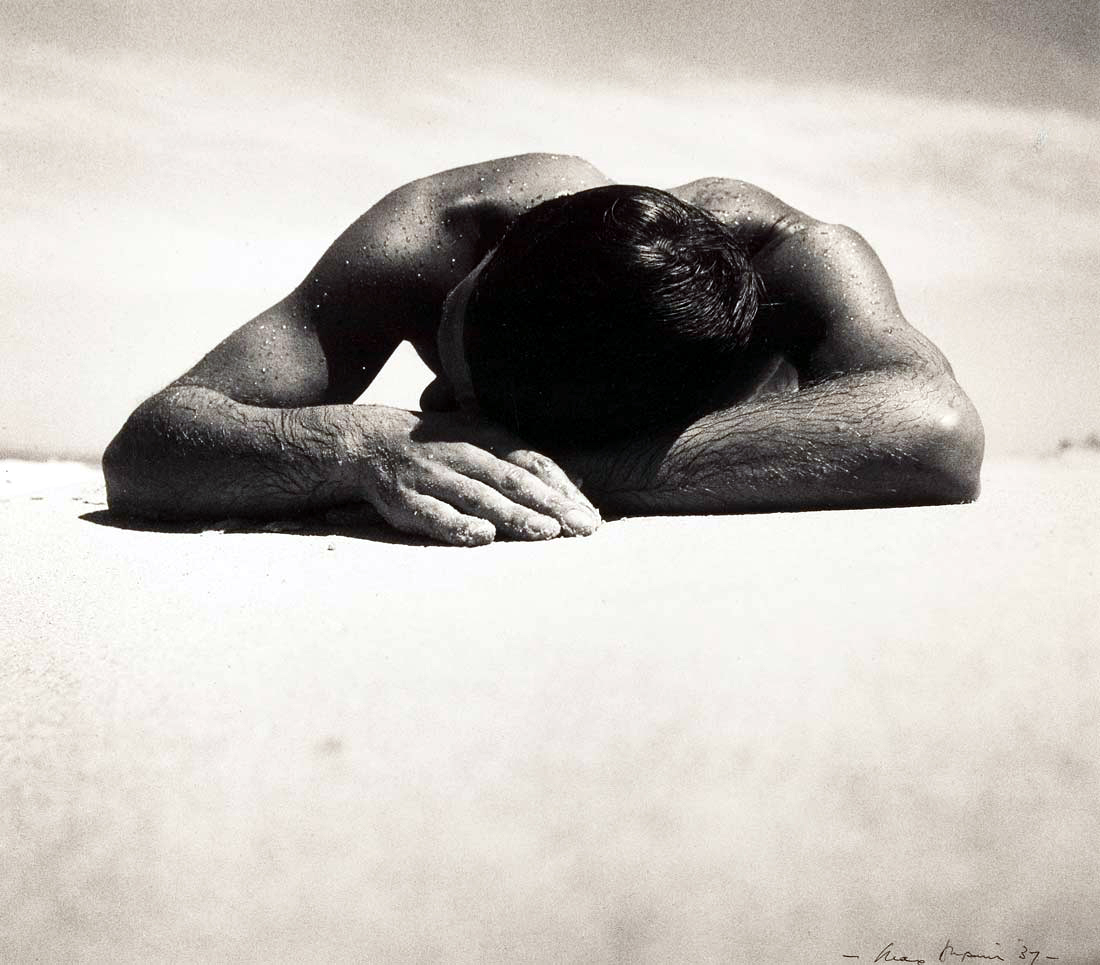
Sunbaker (1937).

Hacia 1934 Max Dupain se había establecido por su cuenta y había abierto un estudio en Bond Street, Sídney. En 1937, en la costa sur de Nueva Gales del Sur, fotografió la cabeza y los hombros de un amigo, Harold Salvage, reposando sobre la arena de Cullburra Beach. La toma, titulada "Sunbaker", se convirtió en la pieza más famosa de Dupain.
Sin embargo, no fue hasta la década de 1970 que la fotografía recibió reconocimiento mundial. En 1976 la National Gallery of Australia, de Canberra, la compró y la convirtió en una imagen nacional icónica.

### Últimos años
Durante la guerra Dupain sirvió en la Royal Australian Air Force tanto en Darwin como en Papúa Nueva Guinea, colaborando en la creación de medios de camuflaje.   
La guerra afectó a Dupain y a su trabajo como fotógrafo, ya que le hizo desarrollar un aprecio mayor por la verdad en los documentos. En 1947, reforzó sus sentimientos cuando leyó el libro Grierson on Documentary, el cual definió la necesidad de tomar fotografías sin ostentación. El tema era "el tratamiento creativo de la realidad". Dupain decidió volver a establecer su estudio con esta nueva perspectiva y abandonar lo que él denominaba "la mentira cosmética de la fotografía de moda o de las publicidades". Negándose a regresar a este estilo de publicidades, declaró: 

La fotografía moderna debe hacer algo más que entretener: debe incitar el pensamiento y debe dar una perspectiva clara de la realidad, para cultivar una comprensión por parte de los hombres y las mujeres ante la vida que viven y crean.

Su trabajo documentado de este período puede resumirse en "Meat Queue". Usó un estilo más naturalista de fotografía, "capturando un momento de interacción cotidiana [en vez de] intentar algún tipo de opinión sobre la sociedad".
Dupain también trabajó para la Universidad de Nueva Gales del Sur y para CSR Limited, e hizo muchos viajes al interior y a la costa del norte de Australia.   
En la década de 1950, la llegada del nuevo consumismo significó una gran cantidad de fotografía para publicidad y atrajo a clientes de las revistas, para promocionar agencias y firmas industriales. En medio de la situación encontró el tiempo para perseguir su amor por la arquitectura, y comenzó a dedicarse a la fotografía arquitectónica casi en tiempo completo durante los siguientes treinta años.
Fue declarado Compañero de la Orden de Australia el 25 de enero de 1992, meses antes de su fallecimiento.

## Familia
En 1939, después del estallido de la Segunda Guerra Mundial, Dupain contrajo matrimonio con Olive Cotton (también fotógrafa) pero se divorciaron poco tiempo después. Una década más tarde, Dupain se casó con Diana Illingworth y tuvieron una hija llamada Danina y un hijo llamado Rex, quien también se dedicó a la fotografía. 
Dupain continuó trabajando hasta su fallecimiento, en 1992.